# Gas Interconnection Poland-Lithuania

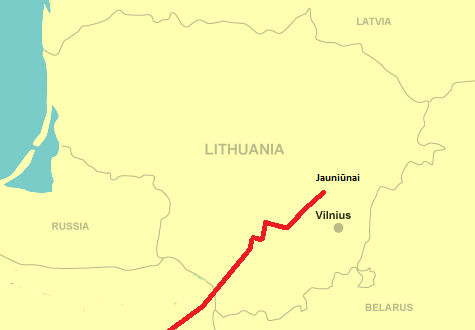

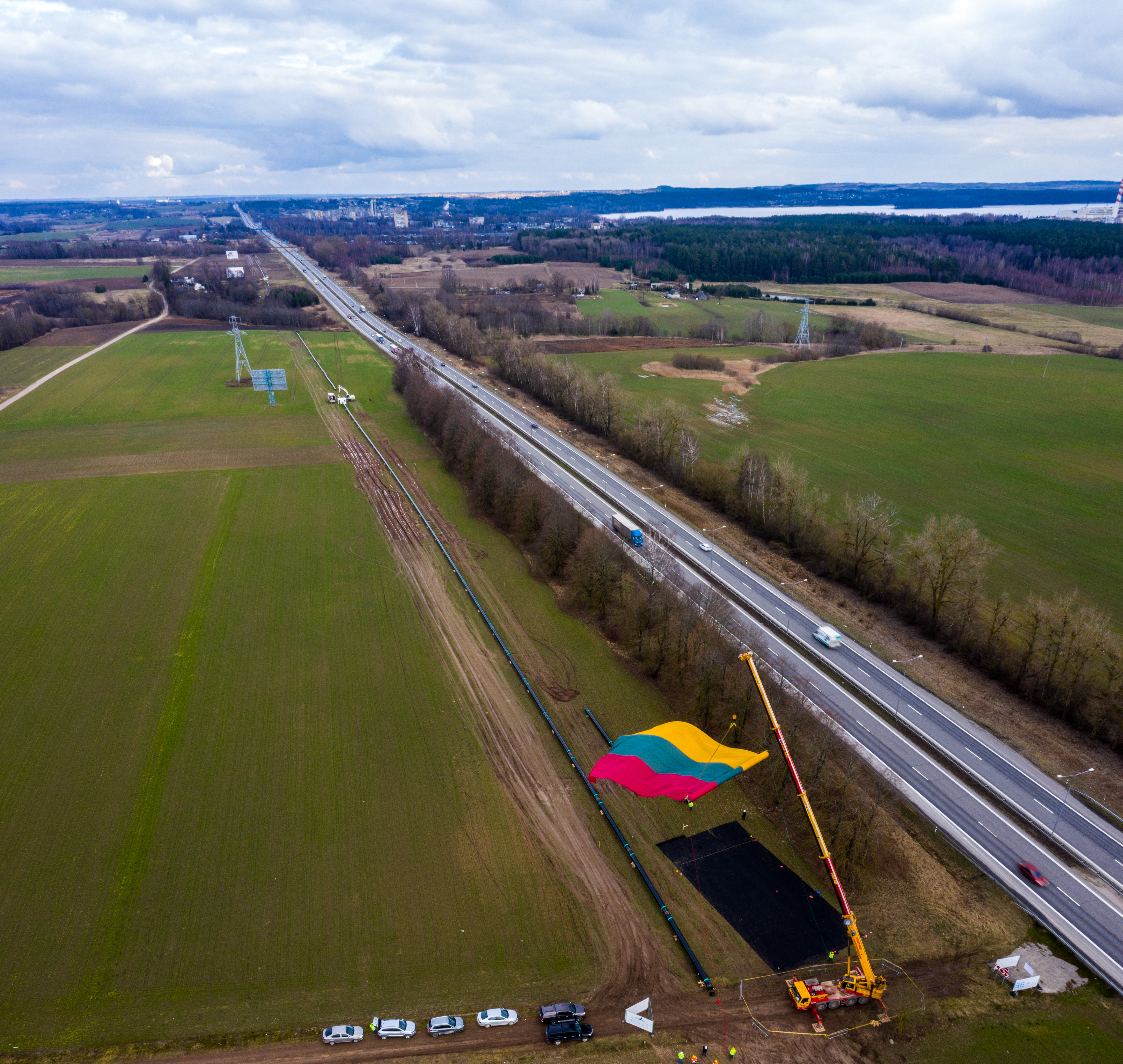
Anläggningsarbete, 2020

Gas Interconnection Poland-Lithuania (lettiska: Lietuvos–Lenkijos dujotiekis, polska: Gazociąg Polska-Litwa) är en naturgasledning som förbinder gasnäten i Litauen och Polen. Den togs i drift 2022.
Gasledningen innebar att gasnäten i Finland, Estland, Lettland och Litauen anslöts till gasnäten i Centraleuropa. Den anlades och ägs av AB Amber Grid i Litauen och Gaz-System SA i Polen och har fått investeringsstöd av Europeiska Unionen.
Gas Interconnection Poland-Lithuania går mellan kompressorstationerna i Rembelszczyzna i Masoviens vojvodskap i Polen och i Jauniūnai i Širvintos kommun i Litauen. Gasledningens totala längd är 508 kilometer, varav ungefär två tredjedelar i Polen (343 kilometer) och en tredjedel i Litauen (165 kilometer). Den har i Polen ett tryck på 8.4 MPa och i Litauen ett tryck på 5.4 MPa.
Gasledningen har en kapacitet i riktning mot Polen på två miljarder kubikmeter gas per år, vilket motsvarar omkring 10% av Polens årskonsumtion.